# Pan rústico

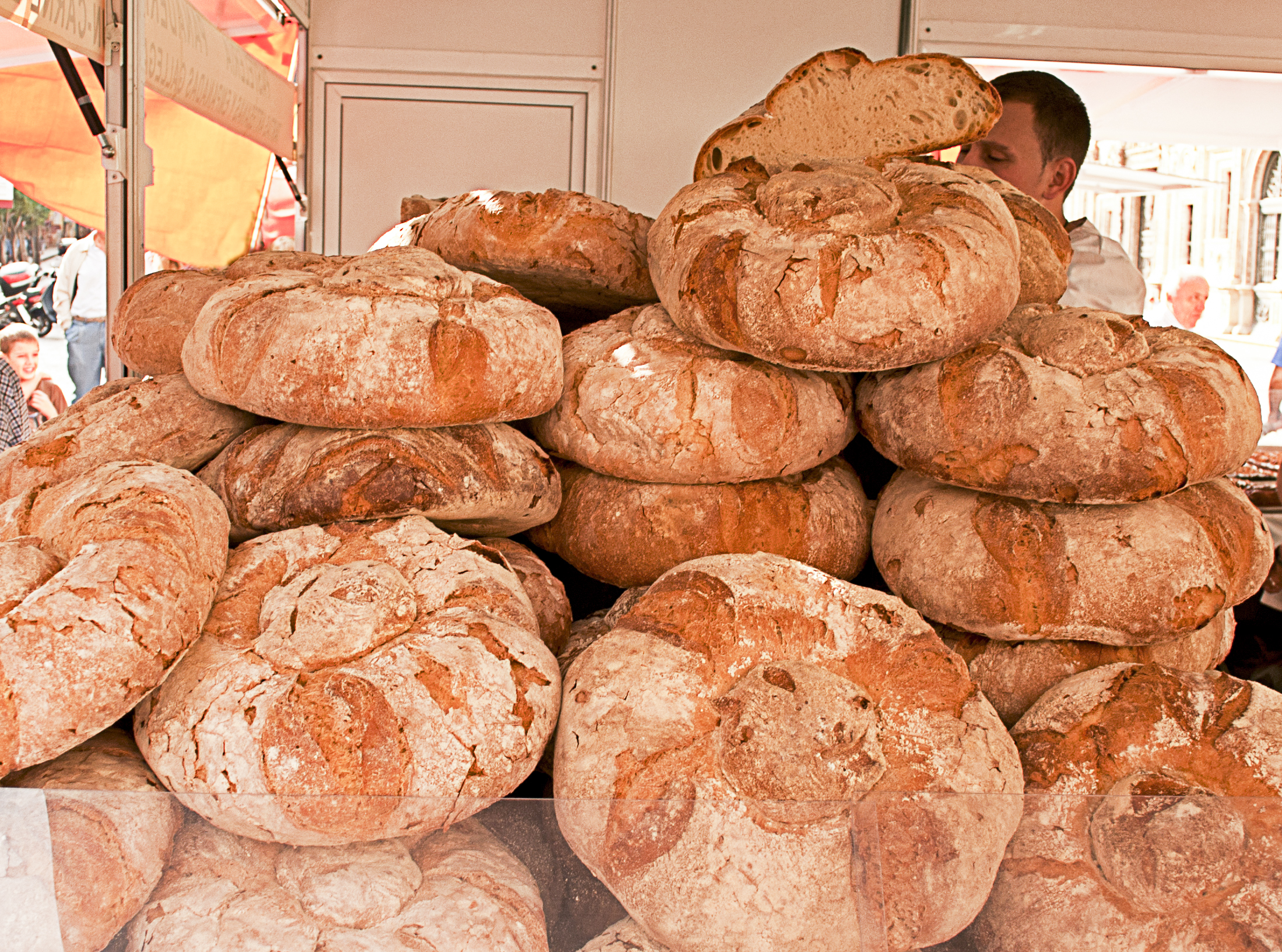
Pan rústico en Sevilla, España

El pan rústico es aquel pan que sigue procedimientos artesanales tanto en el cultivo de trigo como en la preparación del pan, por lo que se considera que tiene unas propiedades organolépticas excepcionales. Los panes rústicos suelen ser hogazas redondas de gran tamaño, corteza gruesa y tostada, y miga esponjosa y alveolada.  

## Origen

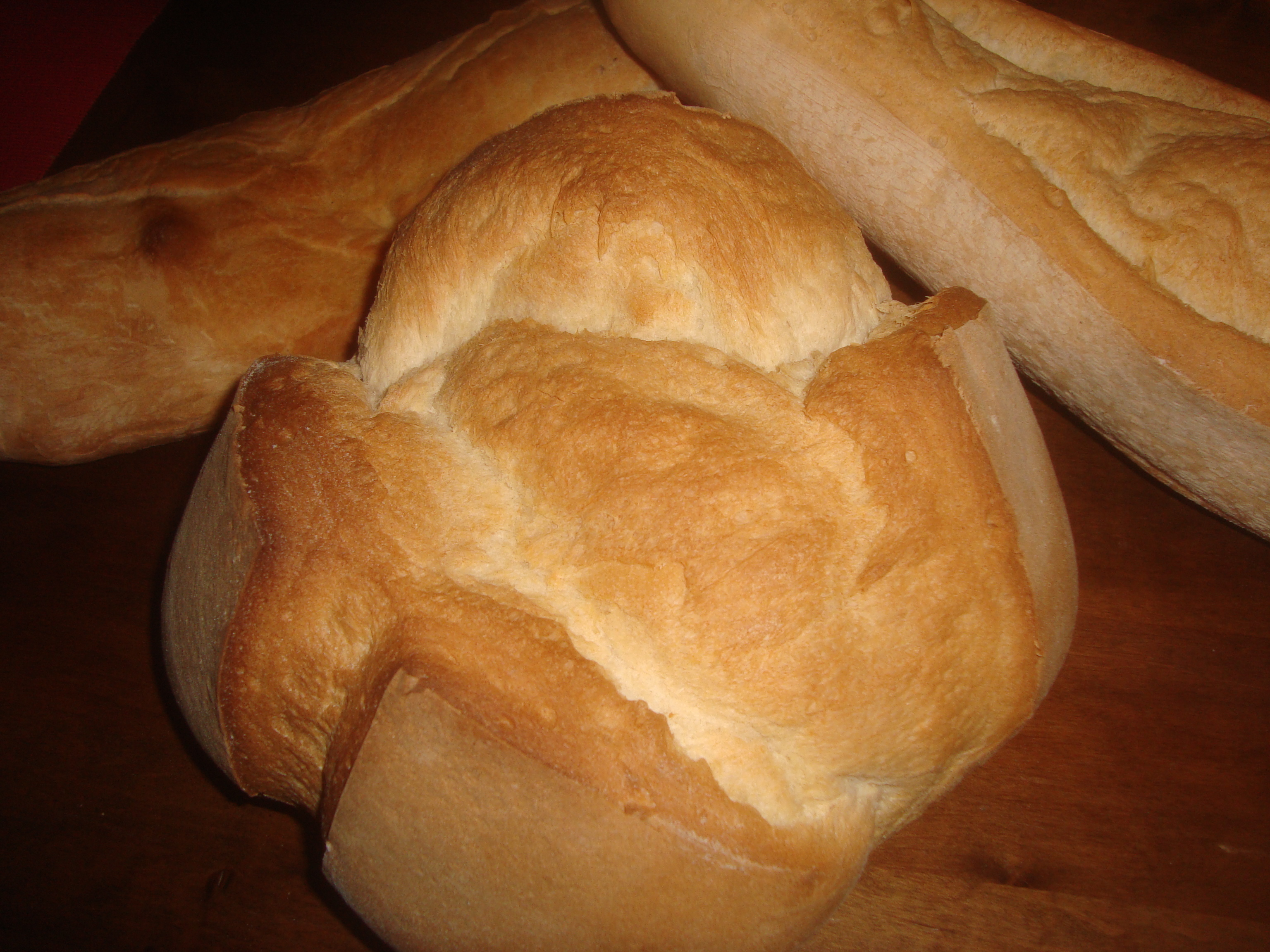
Pan rústico, Xert

En sentido literal, «pan rústico» quiere decir pan de pueblo o pan de campo (del latín, rus 'campo'). En origen, esta denominación surgía en contraposición a los panes de ciudad, más pequeños y finos, de mejores harinas, y trabajados por manos profesionales. En cambio en los pueblos, el pan era preparado por los propios campesinos, que les compensaba más hacer un pan enorme y tosco que le durase varios días. De la condición de «pan humilde» que tenía en aquella época, ha pasado a ser muy valorado en la actualidad, sobre todo desde que la mecanización de la panadería extendiera el pan de baja calidad en las ciudades. 
El pan rústico es necesariamente un alimento local, es decir, que está ligado a una tierra y cultura específicas, y por lo tanto cada lugar tiene sus variantes. Algunos ejemplos de pan rústico en el área mediterránea:
- En Cataluña, el pa de pagés ('pan de campesino') está regulado por ley y sólo se puede hacer con procedimientos artesanales.[1] Lo mismo ocurre con el pan gallego en Galicia, ejemplo clásico de «pan rústico».
- En Francia, el pain de campagne ('pan de campo') es considerado el pan rústico nacional, en contraposición a la baguette, una barra típicamente industrial.
- En Portugal, un pan rústico conocido es el pan de Mafra, es considerado un pão saloio ('pan de pueblo'), en comparación con los panes de ciudad de Lisboa. También es famoso el pan alentejano o pão de testa, una enorme hogaza que es básica en la gastronomía del Alentejo (la región triguera del país).
- Italia cuenta con multitud de panes rústicos (llamados pane di paese), como el pan de Matera o el pane toscano, entre muchos otros.
- En Grecia, el pan de pueblo o Χωριάτικο ψωμί horiatiko psomi está fermentado y es un alimento básico que se vende en panaderías y mercados, y tradicionalmente se hace al horno de leña.
- En Alemania, es llamado bauernbrot (‘pan de granjero’) se hace con harina de trigo y a veces con una parte de harina de centeno.
- En Malta, el pan rústico es llamado ħobż tal-Malti (‘pan maltés’), refiriéndose a su origen local, y goza de gran popularidad en la isla mediterránea.

Por lo tanto, la denominación «rústico» es un reflejo de como se elaboraba el pan en el campo desde tiempos inmemoriales. Antiguamente, cada familia preparaba semanalmente sus masas de forma casera, y luego las llevaban al horno comunal ('de poya'), un horno de leña encendido los 365 días del año, en donde eran cocidos los panes de todos los vecinos.
En Venezuela es muy conocido como pan campesino y se caracteriza por tener una corteza gruesa y áspera espolvoreada de harina y una masa muy suave. Se expende en forma redonda y alargada y por lo general se suele consumir rebanado.

## Comercialización
La ambigüedad que presenta el calificativo de «rústico» o «de pueblo» ha hecho que su significado pueda variar enormemente. Se puede entender que la harina con la que se hace el pan rústico puede estar molida a la piedra o con un resultado similar, de manera que puede ser integral o blanco (pero poco refinado). El hecho de que la harina esté menos trabajada resulta en una miga más coloreada y un mayor aporte nutricional. Además, esto lo convierte en un pan más pesado y con una miga menos esponjosa, pero que a su vez tiene un sabor y aroma más intensos.
Según Blanca Villamartín, en su libro Pan viejo, cocina de sabios (2002), el pan rústico es aquel que se elabora siguiendo procedimientos manuales.  En Panadería artesanal (2003), el panadero Xavier Barriga dice que el pan rústico es de gran calidad, pero que, por lo general, no es rentable para el panadero: «es de difícil adquisición en España», ya que «requiere procesos de fabricación de la levadura natural extremadamente precisos y largos». En su libro The Bread Baker's Apprentice, el panadero americano Peter Reinhart define las «masas rústicas (ciabatta, pizza, focaccia...)» como aquellas con más de un 65% de agua, en contraposición a las «masas duras (50-57% de líquido)» y las «masas estándar (57-65%)».  Menciona el pain a l'ancienne francés como ejemplo de pain rustique.